# 山香芹
山香芹又名香芹，是傘形科西風芹屬（或岩風屬）植物，原產中國北方、蒙古、俄羅斯遠東地區和西伯利亞以及朝鮮半島。